# Mayo GAA
Il Mayo County Board (in gaelico: Cumann Luthchleas Gael Coiste Maigh Eo), più conosciuto come Mayo GAA, è uno dei 32 county board irlandesi responsabile della promozione degli sport gaelici nella contea di Mayo e dell'organizzazione dei match della propria rappresentativa (Mayo GAA è usato anche per indicare le franchigie degli sport gaelici della contea) con altre contee. La squadra ha un'ottima tradizione nel calcio gaelico, lo sport maggiormente praticato nella contea, avendo vinto ripetutamente titoli All-Ireland in tutte le fasce di età. La prima squadra partecipa regolarmente all'All-Ireland Senior Football Championship, dove nella prima fase gioca il torneo della sua provincia, il Connacht Senior Football Championship.
Nonostante gli eccellenti risultati a livello provinciale, che gli hanno consentito di conquistare 47 titoli e quindi la vetta dell'albo d'oro, Mayo non vanta un invidiabile palmarès a livello All-Ireland, avendo conquistato il titolo solo 3 volte, ultima nel 1951. La carenza di titoli è dovuta al poco cinismo nelle finali: Mayo ha infatti raggiunto l'atto conclusivo ben 17 volte (solo 5 squadre hanno fatto meglio in questo senso), ma in ben 14 occasioni è uscita sconfitta. Peraltro vanta il poco invidiabile record di finali perse consecutivamente: ben 10 (1989, 1996, 1997, 2004, 2006, 2012, 2013, 2016, 2017, 2020, 2021), striscia ancora aperta.
Nel 1989 perse contro Cork, nel 1996 si fece rimontare da Meath sia nella prima finale, che nel replay, dopo avere dominato per buona parte entrambe le partite. Nel 1997 fu sconfitta da Kerry, che seppure sia la squadra più titolata della storia del calcio gaelico non vinceva il torneo da 11 anni. Il Kerry vinse in finale anche nel 2004 e nel 2006, dimostrandosi una vera e propria bestia nera per i rosso-verdi: in ben 4 finali All-Ireland contro la contea del Munster Mayo è sempre uscita sconfitta. Nel 2012 invece la vittoria andò a Donegal, che non vinceva il titolo da 20 anni. Come se non bastasse il primo goal di Donegal fu segnato da Michael Murphy, il cui padre è di Mayo. Nel 2013 fu sconfitta per un solo punto da Dublino, a causa della scarsa concretezza nel primo tempo. I rosso verdi hanno dominato la prima frazione di gioco, ma a causa dei numerosi errori al tiro hanno concluso i primi 35 minuti avanti solo di un punto. Nel 2016 tornò in finale dopo tre anni e ancora una volta si trovò di fronte Dublino. Nonostante i rossoverdi fossero nettamente sfavoriti riuscirono a portare a casa un pareggio nella prima partita, grazie ad un punto allo scadere del capitano, Cillian O'Connor. Nel replay Mayo perse di un punto allungando così la striscia di sconfitte nelle finali a 8. Nel 2017 Mayo fu ancora sconfitta da Dublino, che trionfò grazie ad un punto allo scadere di Dean Rock su una punizione molto dubbia. Nel 2020 Mayo fu nuovamente sconfitta da Dublino per 2-14 a 0-15. Nel 2021 Mayo si presentò da favorita all'atto conclusivo dopo avere interrotto la striscia vincente di Dublino in semifinale ma fu sconfitta da Tyrone.
La squadra si è invece comportata meglio nella National Football League, il secondo torneo di calcio gaelico per importanza, che ha conquistato ben 12 volte, ultima nel 2019, fatto che le vale il terzo posto nell'albo d'oro, dietro alle superpotenze Kerry e Dublino. Detiene comunque un record, quello di vittorie consecutive, ben 6, ottenuto tra 1934 e 1939.

## Calcio gaelico

### Storia
La rivalità con Galway ha sempre caratterizzato Mayo e forse proprio questo astio è stato alla base dell'alto livello raggiunto dalla franchigia a livello nazionale nello sport del calcio gaelico. Molti suoi giocatori sono inseriti nella squadra del millennio. Nonostante i grandi successi a livello provinciale, la formazione si è infatti aggiudicata 46 volte il Connacht Senior Football Championship, a livello nazionale si è imposta solo 3 volte all'All-Ireland Senior Football Championship perdendo molte finali (ben 11) soprattutto in anni recenti. Le è andato meglio a livello di National Football League, che si è aggiudicata in 11 occasioni.

#### Primi anni e il primo All-Ireland
Mayo debuttò a livello intercounty nel 1901, vincendo la finale provinciale contro Galway. In quell'occasione la maggior parte dei giocatori era tesserata per i Charlestown Sarsfields con l'aggiunta di qualche altro elemento: all'epoca infatti la rappresentativa di una contea era costituita dal club detentore del titolo di contea più qualche altro giocatore. Uno dei punti di svolta per la storia di Mayo fu la vittoria, ottenuta nel 1935, contro gli acerrimi rivali di Galway, allora detentori dell'All-Ireland, nella finale del Connacht Championship, a Roscommon. L'anno seguente la finale fu giocata sempre tra le due squadre: Mayo vinceva di tre punti, quando verso la fine Brendan Nestor di Galway segnò un goal che portò al pareggio. Lo stesso giocatore esultò sventolando la bandiera verde (che indica la segnatura di un goal), facendo infuriare i tifosi di Mayo, che entrarono in campo, costringendo il direttore di gara a interrompere la partita, andando al replay. Qui Mayo vinse e accedette all'All-Ireland dove, dopo avere sconfitto il Kerry, esito peraltro abbastanza raro vista la tradizione favorevole per i giallo-verdi del Munster, batté anche Laois, ottenendo il primo dei suoi tre titoli nazionali. L'anno seguente Mayo fu sconfitta in semifinale da Cavan, che interruppe una striscia di 57 partite di fila senza sconfitta. Nonostante ciò Mayo si dimostrò dominatrice assoluta della National Football League, che vinse per la sesta volta di fila.

#### Fine anni 40 e inizio anni 50, l'epoca d'oro
Dopo la vittoria nel Connacht Championship del 1939, Mayo impiegò nove anni per vincere un altro titolo provinciale. Nello stesso anno fu sconfitta da Cavan nella finale All-Ireland e l'anno seguente, dopo la vittoria nel torneo provinciale si dovette inchinare a Meath. Tuttavia i due anni successivi sarebbero stati i migliori della storia intera della franchigia. Nel 1950, dopo avere battuto Roscommon nella finale provinciale, vinse anche l'All-Ireland contro Louth per 2-5 a 1-6, grazie ad un goal di Mick Flanagan. L'anno seguente fu altrettanto glorioso, grazie al conseguimento sia del titolo del Connacht, vinto contro Galway, che di quello nazionale, ottenuto contro Meath. Questo periodo prolifico fu costellato anche da due trionfi nella National Football League (1949 e 1954), ma finì con la sconfitta nella semifinale All-Ireland contro Dublino, nel 1955.
I rosso verdi dovettero attendere 12 anni per vincere, nel 1967, il titolo provinciale, anche se nell'occasione la soddisfazione fu doppia, visto che la vittoria permise di spezzare le speranze di Galway di ottenere il quarto titolo All-Ireland di fila. Il successo fu bissato due anni dopo, e nel 1970 fu vinta la National Football League. Il decennio fu comunque avaro di soddisfazioni: non fu ottenuta alcuna vittoria a livello provinciale.

#### Il ritorno al vertice
Negli anni 80 la squadra tornò ad altissimi livelli, vincendo ben 4 titoli del Connacht (1981, 1985, 1988 e 1989). Nell'ultimo di questi anni la squadra, dopo 38 anni, giunse alla finale All-Ireland, dopo avere sconfitto Tyrone in semifinale, ma dovette inchinarsi a Cork che vinse 0-17 a 1-11.
La squadra nei primi anni 90 ottenne buoni risultati a livello provinciale, mettendo in bacheca due titoli consecutivi tra 1992 e 1993, ma pessimi a livello nazionale, come del resto accadde alle squadre del Connacht in generale. Per risollevare le sorti della squadra, fu scelto come allenatore John Maughan, il quale era riuscito nell'impresa di vincere il Munster Championship alla guida del Clare, interrompendo il dominio di Kerry e Cork che si spartivano il titolo dal 1935, anno in cui vinse Tipperary. Il tecnico portò miglioramenti notevoli: la squadra vinse la Division 3 della National Football League nel 1996, ottenendo la promozione e si aggiudicò pure il terzo titolo provinciale del decennio. All'All-Ireland Mayo riuscì a vincere contro il Kerry per 2-13 a 1-10, anche grazie ad un goal da 40 metri di James Horan.
Nella finale però i rosso-verdi persero un'enorme occasione. La contendente era Meath, che fu messa in gran difficoltà, visto che Mayo dopo 45 minuti aveva un vantaggio di sei punti. A questo punto però la formazione andò in tilt, subendo una rimonta culminata col punto dalla lunga distanza, allo scadere, di Colm Boyle, che costrinse le due squadre a disputare il replay. Questo si aprì con una rissa spaventosa, che portò all'espulsione di Liam McHale, uno dei giocatori più forti di Mayo, che alla fine perso di un solo punto: 2-9 a 1-11.
L'anno seguente Mayo ottenne un altro Connacht Championship, vincendo la finale contro Sligo e, dopo avere avuto la meglio su Offaly, approdò alla finale, contro il Kerry, da cui però fu sconfitta per 0-13 a 1-07. La fine del millennio fu caratterizzata dal ritorno alla Division 1 della National Football League e dalla vittoria di un ulteriore titolo provinciale, nel 1999. Tuttavia, visto il mancato raggiungimento di un'altra finale All-Ireland, John Maughan rassegnò le dimissioni.
Fu scelto Pat Holmes come nuovo tecnico, sotto la cui guida la franchigia vinse la National Football League, per l'undicesima volta, nella finale contro gli arcirivali di Galway. L'occasione fu inoltre la prima in cui le due squadre si affrontavano in una qualsiasi finale di un torneo nazionale. Mayo tuttavia non vinse alcun titolo a livello provinciale e per questo motivo fu richiamato John Maughan alla guida del team. La nuova avventura del tecnico non iniziò nel migliore dei modi, vista la sconfitta contro Galway, nella finale del Connacht del 2003 e contro Fermanagh nel turno di ripescaggio.

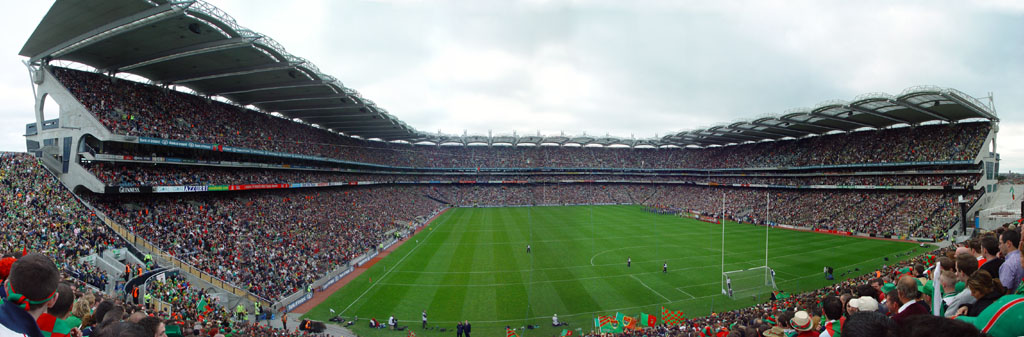
Tifosi del Mayo a Croke Park per la finale del 2004

Il 2004 iniziò la vittoria di un ennesimo Connacht Championship, peraltro dominato, visto che tutte le squadre che Mayo sfidò, New York, Galway e Roscommon, persero con almeno 5 punti di scarto. Nei quarti di finale i rosso-verdi batterono i campioni All-Ireland di Tyrone, peraltro una delle poche squadre che vanta con la franchigia del Connacht una tradizione negativa, vinsero faticando contro Fermanagh in semifinale, ma persero ancora contro il Kerry in finale, con 8 punti di scarto. Nel 2005 perse nel Connacht Championship, ma accedette all'All-Ireland tramite i ripescaggi. Nel massimo torneo nazionale si trovò di fronte ancora il Kerry e ancora una volta perse, questa volta con tre punti di scarto.
Nel 2006 Mickey Moran divenne il nuovo allenatore di Mayo e portò la squadra a vincere l'ennesimo titolo provinciale e a battere Laois, dopo un replay, nei quarti All-Ireland. In semifinale Mayo fece probabilmente la migliore prestazione dell'ultimo ventennio, vincendo la semifinale a Croke Park, contro Dublino, davanti a 82300 spettatori, completando in 20 minuti una rimonta di 7 punti. In finale, per la terza volta in dieci anni perse contro Kerry, con uno scarto tra i più alti delle finali All-Ireland:4-15 a 3-5.
Nel 2007 John O'Mahony ritornò allenatore di Mayo, dopo un'assenza di 16 anni, durante la quale ottenne il Connacht Championship alla guida di Leitrim e due titoli All-Ireland come tecnico di Galway. Le prime due stagioni furono deludenti e il primo titolo del Connacht della nuova gestione, 42º assoluto, fu ottenuto nel 2009, contro Galway per 2-12 a 1-14.
Il 2010 fu l'anno peggiore dell'epoca recente: nella National Football League Mayo perse la finale contro Cork e venne subito sconfitta da Sligo nel torneo provinciale, venendo anche eliminata al primo turno dei ripescaggi da Longford, una squadra di scarsissimo prestigio a livello nazionale.

#### Il quadriennio di James Horan
Il 2011, caratterizzato dall'arrivo in panchina di James Horan, fu migliore, visto che i rossoverdi ottennero il 43º titolo provinciale, battendo in finale, sul terreno di Dr. Hyde Park, reso quasi impraticabile dalla pioggia, Roscommon. All'All-Ireland ottenne il passaggio in semifinale, battendo ai quarti i campioni uscenti di Cork, dati per grandi favoriti, ma qui fu fermata per l'ennesima volta da Kerry, che vinse con uno scarto di nove punti, salvo essere poi battuta in finale da Dublino.

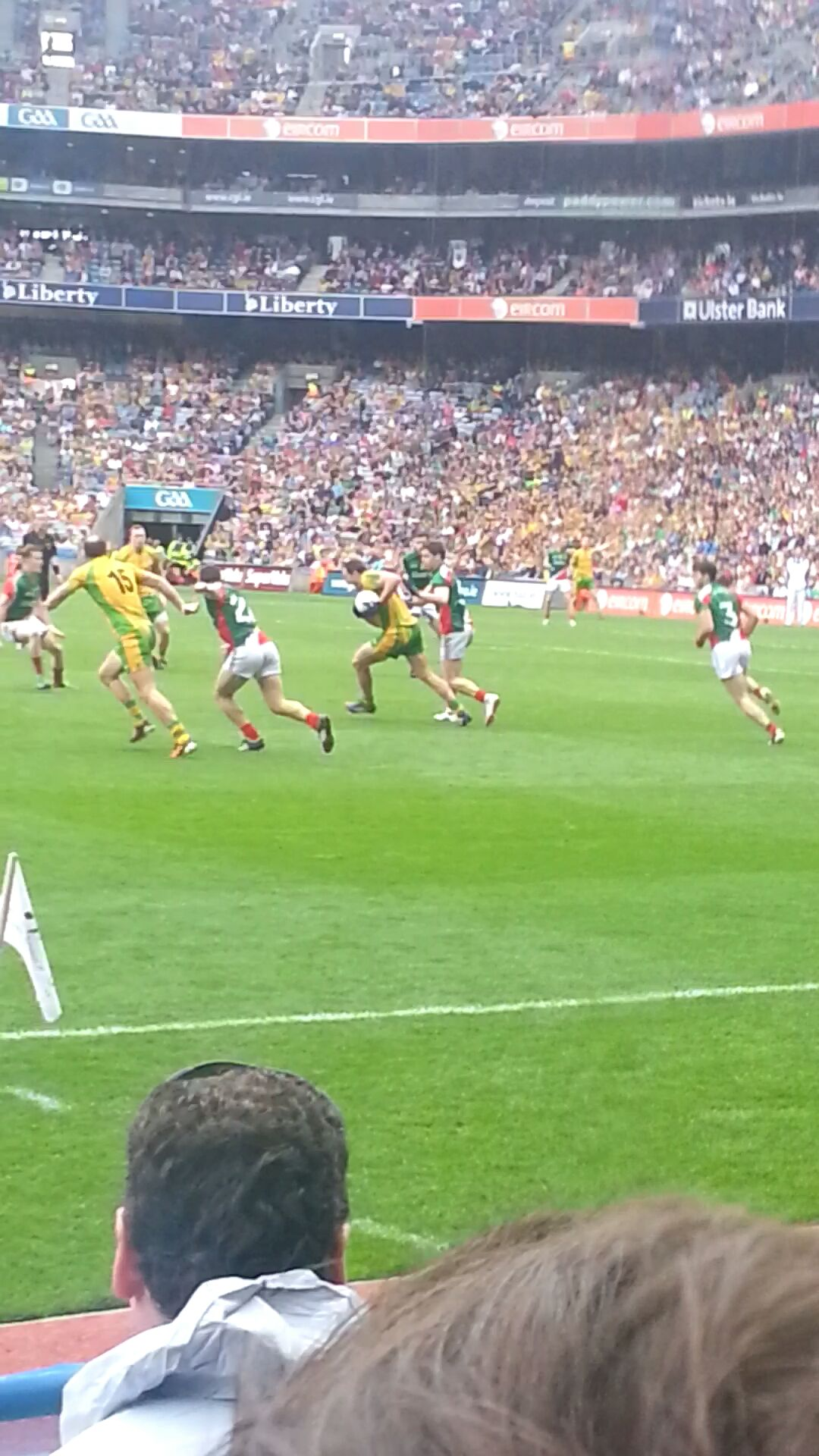
Mayo in campo contro Donegal nella finale All-Ireland 2012

Nel 2012 Mayo ottenne due sconfitte nelle finali dei due principali tornei nazionali. Nella NFL fu sconfitta, come due anni prima, da Cork. All'All-Ireland, dopo avere fornito ottime prestazioni contro Down ai quarti e Dublino in semifinale, anche se in quest'ultima partita rischiò di subire una clamorosa rimonta, facendosi rimontare 6 dei nove punti di vantaggio, perse in finale contro Donegal. La partita fu compromessa nei primi undici minuti, durante il quale Mayo concesse due goal agli avversari, segnando il primo punto solo al sedicesimo. Lo svantaggio sarebbe stato ridotto fino ai quattro punti finali, ma Mayo non diede mai la sensazione di potere completare una rimonta che avrebbe avuto un sapore storico.
Nel 2013 la squadra, sempre sotto la guida di James Horan, riesce ad accedere alle semifinali della NFL grazie ad un'ottima parte finale della fase a gironi. Qui però viene sconfitta da Dublino, che avrebbe poi vinto il torneo contro Tyrone. A Maggio Mayo si presenta all'All-Ireland come una delle favorite. Il campionato provinciale viene vinto con facilità, grazie ai trionfi in serie contro Galway, Roscommon e Londra in cui Mayo riesce sempre a spuntarla con almeno 13 punti di scarto. Il sorteggio della fase finale mette di fronte ai quarti di finale Mayo e Donegal, garantendo così ai rosso-verdi la possibilità di vendicare la finale dell'anno precedente. Questo effettivamente accade: Mayo distrugge Donegal per 4-17 a 1-10 e per il terzo anno di fila batte i campioni uscenti. In semifinale la squadra porta avanti la favorevole tradizione contro Tyrone imponendosi per 1-13 a 1-10. In finale Mayo trova Dublino, l'inizio è favorevole, Mayo è avanti di quattro punti ma tutto cambia quando un pallone calciato in avanti alla cieca da Dublino, viene colpito al volo da Bernard Brogan che lo manda in rete. Il primo tempo si chiude con i rosso-verdi avanti di un punto, punteggio che però è troppo stretto se si considera il gioco espresso. Il secondo tempo si apre male Dublino va avanti di tre punti, ma gli Yewmen tornano in partita grazie ad un goal del loro capitano, Andy Moran. Neanche il tempo di gioire che Dublino torna avanti di tre: Bastick appena entrato serve un assist delizioso a Bernard Brogan che colpendo la palla al volo di mano la manda in rete. Mayo è incapace di reagire e riesce a segnare punti solo su calcio piazzato. A fine partita, quando mancano pochi secondi e Mayo è sotto di due, le viene concessa nell'area di Dublino una punizione invitante. Cillian O'Connor però, tra lo stupore generale, preferisce andare per il punto che cercare il bottino pieno. La partita si conclude con l'ennesima sconfitta in una finale: Mayo ha perso di un punto.
Il 2014 non vede cambiamenti sostanziali e James Horan è ancora in panchina. Come l'anno precedente Mayo arriva alle semifinali della NFL dove perde contro Derry, che avrebbe poi perso la finale con Dublino. L'All-Ireland vede Mayo trionfare per il quarto anno consecutivo (record nella contea) a livello provinciale grazie alla vittorie nell'ordine contro New York, Roscommon e Galway. La fase finale si apre con una vittoria di misura contro Cork, di un solo punto, che consente a Mayo di garantirsi un posto in semifinale contro Kerry. La partita inizia male, in quanto Keegan viene espulso. Costretta all'inferiorità numerica per tre quarti del match e sotto di quattro la squadra sfodera un'ottima prestazione portandosi avanti di cinque punti a cinque minuti dal termine. A questo punto però Kerry segna un goal e due punti, cui Mayo non è in grado di rispondere: è pareggio e si va al replay. Per la prima volta dal 1983 una semifinale All-Ireland si gioca fuori da Croke Park, a causa della disputa nell'impianto di una partita di football americano. Viene scelta come sede del match il Gaelic Grounds di Limerick, tra molte polemiche essendo la città molto più vicina al Kerry. Il Mayo perde una seconda sfida combattutissima per tre punti ai supplementari e tra le polemiche. Al termine della partita James Horan rassegna le sue dimissioni da allenatore.

#### Pat Holmes & Noel Connelly

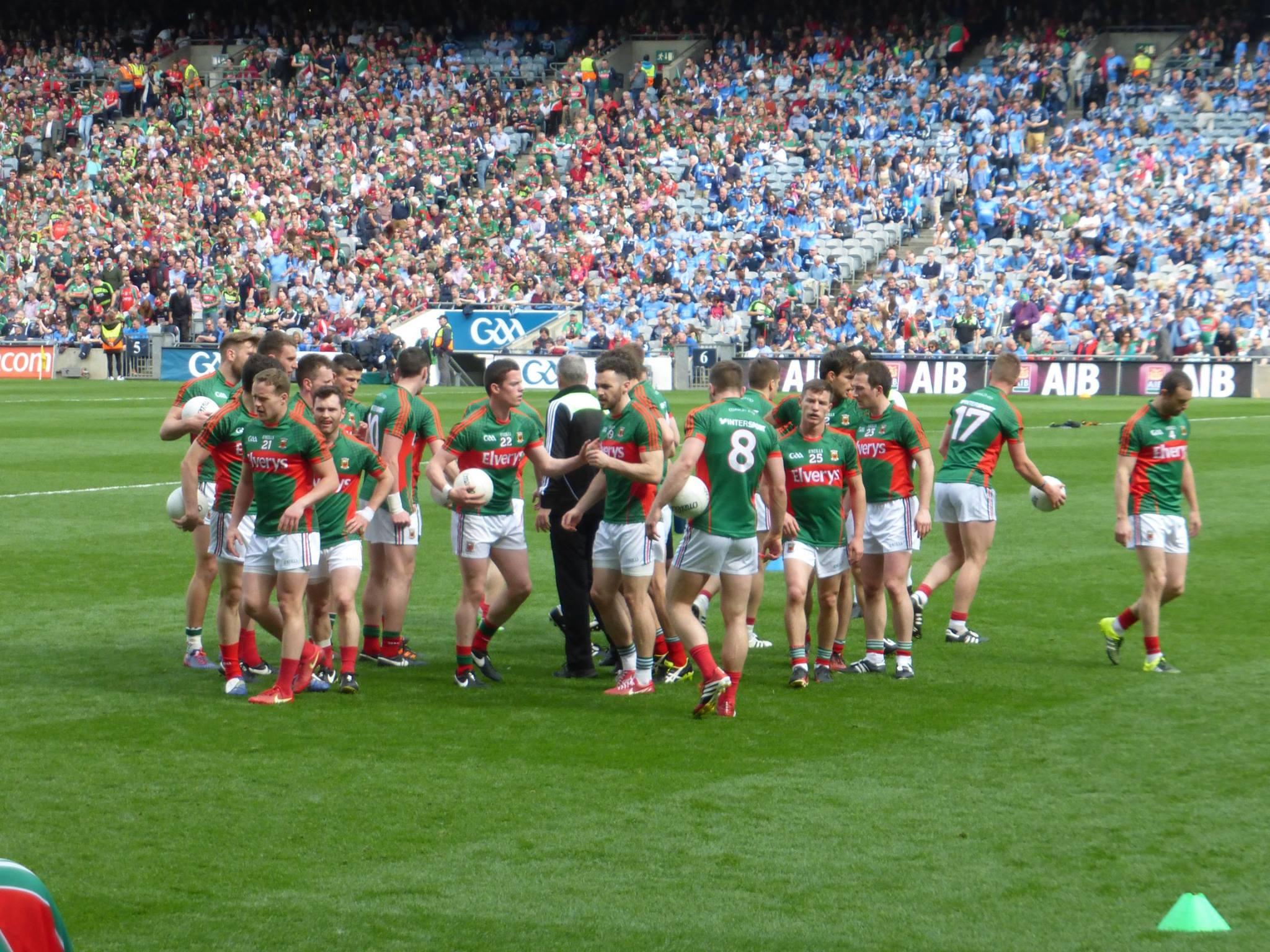
Giocatori di Mayo durante il riscaldamento pre Mayo Dublino del 30/08/2015

Il 2015 iniziò sotto la guida di un nuovo duo di allenatori, Pat Holmes e Noel Connelly. La loro scelta fu motivata dal fatto che fossero alla guida della squadra Under 21 che nel 2006 conquistò il titolo All-Ireland, squadra di cui facevano parte molti degli attuali giocatori della formazione principale. La National Football League fu caratterizzata da alti e bassi: iniziò con una vittoria convincente sul Kerry in trasferta (0-10 a 2-11), seguita da una sconfitta in casa con Tyrone (1-7 a 1-11). A questa seguirono due vittorie con Monaghan (3-15 a 0-11) e Derry (1-13 a 2-12) che sembrarono avere garantito alla squadra un posto nella semifinale. Tuttavia la pesantissima sconfitta a domicilio con Dublino (0-10 a 2-18) e la seguente a Cork (2-7 a 0-12) preclusero ai rossoverdi la possibilità di avanzare alla fase a eliminazione diretta.
Per quanto riguarda il Connacht Championship, Mayo arrivò ancora una volta come favorita, ma non più col margine del passato, anche in virtù della primavera molto convincente di Galway ma soprattutto Roscommon. Mayo riuscì comunque a vincere il torneo, battendo in semifinale Galway (2-8 a 1-15) e demolendo in finale Sligo per 6-25 a 2-11), garantendosi così un posto come testa di serie all'All-Ireland.
Per l'ennesima volta l'accoppiamento con le ripescate non fu favorevole, visto che a Mayo toccò l'ostacolo Donegal. I rossoverdi giocarono un gran partita, che ebbe la propria svolta a cavallo dell'intervallo. Un goal di Aidan O'Shea poco prima e uno di Lee Keegan poco dopo la sosta, permisero a Mayo di guadagnarsi un margine che non fu più recuperato dagli avversari. La partita terminò 2-13 a 0-11 per i campioni del Connacht che per il quinto anno di fila entrarono tra le quattro migliori contee del paese.
La semifinale con Dublino fu preceduta da un'attesa spasmodica che vide l'esaurimento dei biglietti molti giorni prima dell'evento, per un totale di 82300 tagliandi venduti. La partita fu molto combattuta ma caratterizzata anche da molti errori. Il primo tempo si chiuse con Dublino in vantaggio di 3 punti, grazie ad un rigore trasformato da Connolly. All'inizio della ripresa due punti consecutivi di Mayo avvicinarono i Westerns a un punto di distanza, ma una serie di errori gravi non permise loro di pareggiare la partita. Quando McManamon di Dublino segnò il secondo goal per i "Metropolitans" sembrò che la maledizione del '51 fosse destinata a colpire di nuovo la franchigia. Fu invece l'inizio di una rimonta storica caratterizzata dal recupero di sette punti di svantaggio in meno di nove minuti dallo scadere. Tre punti consecutivi di Moran, Higgins e Freeman portarono Mayo a quattro punti di distanza a meno di quattro minuti dalla fine. La svolta arrivò quando Colm Boyle, dopo un'azione corale di Mayo, tutta in verticale, si guadagnò un rigore, trasformato da Cillian O'Connor per il -1. Sul successivo rinvio Mayo recuperò il pallone, e una serie di passaggi rapidi smarcarono Andy Moran che tutto solo realizzò il punto del pareggio. Durante il recupero non ci furono ulteriori punti o goal e dunque si andò al replay. La prima partita fu caratterizzata anche da un episodio di grande sportività: al 13º minuto del primo tempo, tutto lo stadio, tifosi di Dublino inclusi, si alzò in piedi ad applaudire un giovane giocatore di Mayo, scomparso la settimana stessa in un incidente stradale: Darragh Doherty, il quale indossava proprio la maglia numero 13. Il replay finì con una sconfitta. Dopo il primo tempo concluso in parità sullo (0-10 a 0-10) Mayo iniziò molto bene la ripresa ottenendo il massimo vantaggio (+4) grazie al goal di Cillian O'Connor. La squadra non approfittò dei successivi dieci minuti durante i quali Dublino era in grande difficoltà. A circa un quarto d'ora dalla fine ci fu il minuto decisivo, durante il quale Dublino ribaltò la situazione segnando due goal ed evidenziando le carenze difensive dei rossoverdi. La partita si concluse con una netta vittoria dei Metropolitans per 3-15 a 1-14. La debolezza difensiva di Mayo è testimoniata dal fatto che negli ultimi due anni nelle quattro partite giocate in semifinale (replay compresi) è uscita segnando rispettivamente 19 22 18 17 punti, un bottino con cui normalmente una squadra vince le partite.
All'inizio di ottobre venne allo scoperto il malumore di molti giocatori riguardo alle scelte tecniche dei due allenatori. In particolar modo la squadra non aveva condiviso le tattiche difensive che si erano rivelate il tallone d'Achille della franchigia. Il 2 ottobre 2015 Pat Holmes e Noel Connelly si dimisero dopo solo un anno di incarico, caratterizzato da buoni risultati, ma senza il salto di qualità atteso da tanto tempo nella contea rossoverde..

#### Stephen Rochford
Il 30 novembre 2015 il county board annuncia il nome del nuovo selezionatore, Stephen Rochford, con cui è fu stipulato un contratto triennale. Rochford nel 2015 aveva conquistato il titolo nazionale di club con il Corofin GAC e per questo era uno dei tecnici più quotati sulla piazza.
Dopo avere disputato una National Football League decisamente sottotono, in cui è riuscita a salvarsi all'ultima giornata, Mayo riuscì ad accedere alla finale del Connacht Championship sconfiggendo Londra. In semifinale Mayo perse la prima partita dopo sei anni nel Connacht Championship, per mano di Galway (0-12 a 1-12) e fu così costretta ad accedere ai ripescaggi. Nel 2nd round ebbe la meglio, a fatica e con un rigore molto contestato, su Fermanagh, al 3rd sconfisse in modo convincente Kildare e al 4th round superò Westmeath.
Nei quarti di finale All-Ireland Mayo riuscì a battere, contro ogni pronostico, i campioni dell'Ulster di Tyrone mentre in semifinale sconfisse Tipperary, la cenerentola dell'All-Ireland 2016, accedendo dopo tre anni alla finale.
La finale vide contrapposta alla compagine del Connacht i campioni uscenti di Dublino, alla ricerca di un double che mancava alla capitale dagli anni 70. La prima partita si mise bene per Mayo che disputò una fase iniziale di match convincente, ma due autogoal, fatto più unico che raro, segnati nell'ordine da McLoughlin e Boyle consentirono a Dublino di andare al riposo in vantaggio di cinque punti. Mayo ebbe una reazione d'orgoglio nella ripresa che le permise di pareggiare l'incontro, grazie ad un superbo punto del capitano, O'Connor, a cinque secondi dalla fine.
Il 1º ottobre si disputò il replay. Prima della partita fu annunciato un cambio di formazione che lasciò sgomenti molti tifosi ed addetti ai lavori: il portiere titolare di Mayo, Clarke sarebbe stato sostituito dalla riserva Hennelly. La decisione di Stephen Rochford, l'attuale allenatore della franchigia, destò molte perplessità in quanto Clarke era stato il miglior portiere della competizione fino a quel momento. La decisione si rivelò fatale: nel primo tempo su un rilancio sbagliato di Hennelly, uno dei migliori difensori di Mayo, Keegan, fu costretto ad un fallo da cartellino nero su Connolly. Nel secondo tempo invece Hennelly non riuscì ad afferrare una palla alta abbastanza semplice e dovette commettere fallo da rigore su un attaccante di Dublino, poi convertito in rete. Mayo uscì sconfitta per un solo punto (1-15 a 1-14)
Il 2018 si rivela un anno molto negativo per Mayo, sempre guidato da Stephen Rochford. In seguito ad una League deludente, in cui evita di poco la retrocessione, Mayo disputa il peggiore All-Ireland degli ultimi anni: il Connacht Championship finisce al primo turno contro Galway. Nei qualifiers Mayo batte Limerick al primo turno e Tipperary al secondo, mentre al terzo viene eliminata da Kildare. La partita segna la fine dell'esperienza di Stephen Rochford in qualità di Bainisteoir.

#### Il ritorno di James Horan

##### 2019 vittoria nella League
Dopo varie voci di corridoi il posto di allenatore venne riassegnato a James Horan, con la speranza che restituisse fiducia alla squadra come riuscì a fare nel 2011. La League iniziò con Mayo nel novero delle squadre che dovevano puntare alla salvezza. Tuttavia tre vittorie incoraggianti nelle prime tre partite contro Roscommon, Tyrone e Cavan, risollevarono gli animi. La quarta partita venne malamente persa con Dublino a Croke Park, mentre la successiva sconfitta contro Galway in casa sembrò avere affossato le speranze di finale. Mayo riuscì tuttavia a espugnare il campo del Kerry, fino a quel momento imbattuto. La settimana seguente la vittoria contro Monaghan, in concomitanza con la sconfitta di Galway ad Omagh contro Tyrone valsero a Mayo l'accesso in finale col Kerry. Pur contro pronostico Mayo riuscì a ribaltare un primo tempo sottotono e vincere l'incontro 3-11 a 2-10, conquistando un trofeo nazionale per la prima volta dopo 18 anni.

### La maledizione
Molti tifosi di Mayo sono convinti che la sfortuna che ha colpito la squadra, non solo a livello di finali perse ma anche di una serie di eventi negativi occorsi nelle semifinali siano dovuti alla "Maledizione del '51", nota in inglese come "The curse of '51" o colloquialmente "The Curse".  L'aneddoto risalirebbe all'ultima vittoria All-Ireland, nel 1951 appunto, dove durante il viaggio di ritorno verso la contea, la squadra una volta arrivata a Foxford non avrebbe mostrato rispetto per un funerale che si stava tenendo sul posto. Il prete andò su tutte le furie e scagliò la maledizione, secondo la quale finché almeno un giocatore di quella formazione fosse rimasto in vita, Mayo non avrebbe più vinto l'All-Ireland.
L'aneddoto è divenuto talmente di culto nel panorama del calcio gaelico che, oltre ad essere conosciuto da qualsiasi appassionato, ha indotto a fare approfondimento in seno alla parrocchia di Foxford. L'infondatezza della storia, una vera e propria leggenda metropolitana, sembrerebbe smentita sia dai ricordi delle persone ancora vive del villaggio, che non ricordano una concomitanza dell'arrivo della squadra e di un funerale, sia dei registri ecclesiastici, che per il 1951 non hanno visto annotato alcun decesso.

### Titoli vinti
- All-Ireland Senior Football Championship: 3
  - 1936, 1950, 1951
- All-Ireland Junior Football Championship: 5
  - 1933, 1950, 1957, 1995, 1997
- All-Ireland Under-21 Football Championship: 4
  - 1967, 1974, 1983, 2006
- All-Ireland Minor Football Championship: 7
  - 1935, 1953, 1966, 1971, 1978, 1985, 2013
- Vocational Schools Championship: 4
  - 1971, 1975, 1982, 1999
- National Football League: 13
  - 1934, 1935, 1936, 1937, 1938, 1939, 1941, 1949, 1954, 1970, 2001, 2019, 2023
- Connacht Senior Football Championship: 48
  - 1901, 1903, 1904, 1906, 1907, 1908, 1909, 1910, 1915, 1916, 1918, 1920, 1921, 1923, 1924, 1929, 1930, 1931, 1932, 1935, 1936, 1937, 1939, 1948, 1949, 1950, 1951, 1955, 1967, 1969, 1981, 1985, 1988, 1989, 1992, 1993, 1996, 1997, 1999, 2004, 2006, 2009, 2011, 2012, 2013, 2014, 2015, 2020, 2021

### Statistiche
Mayo ha giocato in totale 64 partite all'All-Ireland Senior Football Championship (inteso come fase finale, esclusi i tornei provinciali) vincendone 23 e perdendone 41. La squadra ha sfidato in totale 16 squadre, senza mai affrontare rappresentative della sua provincia, il Connacht.

#### Testa a testa con le altre contee
Viene riportata qui sotto la tabella riassuntiva di tutte le partite disputate dal Mayo con le altre contee irlandesi. La tabella prevede solo i risultati dei tornei ufficiali (AI è l'All-Ireland Senior Football Championship, NFL è la National Football League, Tot si riferisce alla somma di entrambe). Sono invece escluse partite amichevoli e tornei semiufficiali come la neonata FBD League, il torneo a cui partecipano le contee del Connacht e le principali università della provincia stessa.
| Squadra   | Giocate (AI) | Vittorie (AI) | Sconfitte (AI) | Pareggi (AI) | Giocate (NFL) | Vittorie (NFL) | Sconfitte (NFL) | Pareggi (NFL) | Giocate(Tot) | Vittorie (Tot) | Sconfitte (Tot) | Pareggi (Tot) |
| --------- | ------------ | ------------- | -------------- | ------------ | ------------- | -------------- | --------------- | ------------- | ------------ | -------------- | --------------- | ------------- |
| Galway    | 85           | 38            | 41             | 6            | 46            | 25             | 17              | 4             | 131          | 63             | 57              | 64            |
| Roscommon | 56           | 34            | 20             | 2            | 29            | 19             | 9               | 1             | 85           | 53             | 29              | 3             |
| Sligo     | 54           | 42            | 7              | 5            | 33            | 22             | 7               | 4             | 87           | 64             | 14              | 9             |
| Leitrim   | 30           | 23            | 4              | 3            | 18            | 13             | 4               | 1             | 48           | 36             | 8               | 4             |
| Londra    | 9            | 9             | 0              | 0            | 0             | 0              | 0               | 0             | 9            | 9              | 0               | 0             |
| New York  | 4            | 4             | 0              | 0            | 0             | 0              | 0               | 0             | 4            | 4              | 0               | 0             |
| Kerry     | 24           | 4             | 17             | 3            | 45            | 19             | 21              | 5             | 69           | 23             | 38              | 8             |
| Cork      | 11           | 3             | 7              | 1            | 23            | 12             | 11              | 0             | 34           | 15             | 18              | 1             |
| Tipperary | 6            | 4             | 2              | 0            | 4             | 4              | 0               | 0             | 10           | 8              | 2               | 0             |
| Limerick  | 1            | 1             | 0              | 0            | 3             | 3              | 0               | 0             | 4            | 4              | 0               | 0             |
| Clare     | 0            | 0             | 0              | 0            | 21            | 14             | 5               | 2             | 21           | 14             | 5               | 2             |
| Dublino   | 14           | 2             | 8              | 4            | 34            | 11             | 19              | 4             | 48           | 13             | 27              | 8             |
| Meath     | 7            | 1             | 5              | 1            | 36            | 17             | 16              | 3             | 43           | 18             | 21              | 4             |
| Kildare   | 2            | 1             | 1              | 0            | 13            | 6              | 7               | 0             | 15           | 7              | 8               | 0             |
| Laois     | 3            | 2             | 0              | 1            | 18            | 14             | 2               | 2             | 21           | 16             | 2               | 3             |
| Wexford   | 2            | 1             | 1              | 0            | 7             | 5              | 1               | 1             | 9            | 6              | 2               | 1             |
| Louth     | 1            | 1             | 0              | 0            | 12            | 7              | 3               | 2             | 13           | 8              | 3               | 2             |
| Westmeath | 2            | 1             | 1              | 0            | 17            | 15             | 2               | 0             | 19           | 16             | 3               | 0             |
| Kilkenny  | 0            | 0             | 0              | 0            | 2             | 2              | 0               | 0             | 2            | 2              | 0               | 0             |
| Offaly    | 1            | 1             | 0              | 0            | 12            | 10             | 1               | 1             | 13           | 11             | 1               | 1             |
| Longford  | 1            | 0             | 1              | 0            | 16            | 11             | 4               | 1             | 17           | 11             | 5               | 1             |
| Carlow    | 0            | 0             | 0              | 0            | 2             | 2              | 0               | 0             | 2            | 2              | 0               | 0             |
| Wicklow   | 0            | 0             | 0              | 0            | 3             | 2              | 0               | 1             | 3            | 2              | 0               | 1             |
| Donegal   | 4            | 2             | 2              | 0            | 14            | 5              | 6               | 3             | 18           | 7              | 8               | 3             |
| Cavan     | 5            | 3             | 2              | 0            | 30            | 18             | 8               | 4             | 35           | 21             | 10              | 4             |
| Tyrone    | 5            | 4             | 1              | 0            | 25            | 9              | 10              | 6             | 30           | 13             | 11              | 6             |
| Fermanagh | 4            | 2             | 1              | 1            | 15            | 12             | 3               | 0             | 19           | 14             | 4               | 1             |
| Down      | 1            | 1             | 0              | 0            | 20            | 9              | 10              | 1             | 21           | 10             | 10              | 1             |
| Derry     | 1            | 0             | 1              | 0            | 28            | 11             | 13              | 4             | 29           | 11             | 14              | 4             |
| Armagh    | 1            | 1             | 0              | 0            | 15            | 4              | 9               | 2             | 16           | 5              | 9               | 2             |
| Antrim    | 0            | 0             | 0              | 0            | 8             | 7              | 1               | 0             | 8            | 7              | 1               | 0             |
| Monaghan  | 0            | 0             | 0              | 0            | 14            | 9              | 3               | 2             | 14           | 9              | 3               | 2             |
| Totale    | 325          | 179           | 120            | 26           | 563           | 317            | 192             | 54            | 888          | 496            | 312             | 80            |

### Club
La notevole diffusione dello sport unita all'estensione della contea (terza nella nazione) ha fatto sì che ci siano molti club che si affrontano nel campionato di contea ed una discreta tradizione. Il Mayo ha portato sul gradino più alto del podio nazionale due club, i Crossmolina Deel Rovers nel 2001 ed i Ballina Stephenites nel 2005 ed ha visto trionfare le proprie compagini a livello provinciale 14 volte: oltre alle già citate squadre, vittoriose entrambe tre volte, si annoverano anche le vittorie di Knockmore (3 titoli), Castlebar Mitchels (4 titoli), Garrymore, Charlestown Sarsfield e Claremorris (tutte 1 titolo). Complessivamente il Mayo è settimo nella graduatoria dei titoli vinti per club a livello nazionale e provinciale.
I club iscritti al campionato di contea (Mayo Senior Football Championship) sono 44:
- Achill
- Ardagh
- Ardnaree Sarsfields
- Aghamore
- Balla
- Ballaghadereen
- Ballina Stephenites
- Ballinrobe
- Ballintubber
- Ballycastle
- Ballycroy

- Ballyhaunis
- Béal an Mhuirthead
- Bohola Moy Davitts
- Bonniconlon
- Breaffy
- Burrishoole
- Castlebar Mitchels
- Charlestown Sarsfields
- Cill Chomáin
- Claremorris
- Crossmolina Deel Rovers

- Davitts
- Eastern Gaels
- Garrymore
- Islandeady
- Hollymount/Carramore
- Kilfian
- Killala
- Kilmeena
- Kilmovee Shamrocks
- Kiltane
- Kiltimagh

- Knockmore
- Lahardane McHales
- Louisburgh
- Mayo Gaels
- Moygownagh
- Parke-Keelogues-Crimlin
- Shrule-Glencorrib
- Swinford
- The Neale
- Tourmakeady
- Westport

## Hurling
L'hurling non ha mai goduto di grande popolarità nella contea, come del resto in tutta la provincia del Connacht, tranne che nel Galway. Nonostante questo negli ultimi anni ha acquisito parecchia popolarità, diventando lo sport principale in certe zone del paese. Mayo ha sei squadre che competono a livello senior: Tooreen, Ballyhaunis, Castlebar Mitchel's, Westport, Ballina-James Stephens e Belmullet. Queste squadre forniscono i giocatori alla rappresentativa della contea.
Migliori risultati sono stati ottenuti a livello giovanile, vista la vittoria di tre titoli All-Ireland Junior, ultimo nel 2003 e il movimento è in grande espansione e tuttora si contano 10 squadre che competono a livello giovanile: le 6 già citate in precedenza, con l'aggiunta di Ballyvary, Moytura, Caiseal Gaels e Claremorris.

### Titoli
- All-Ireland Junior Hurling Championships: 3
  - 1980, 1981, 2003
- Connacht Senior Hurling Championships: 1
  - 1908
- Connacht Intermediate Hurling Championships: 1
  - 1969
- Connacht Junior Hurling Championships: 3
  - 1936, 1967, 2004
- Connacht Minor Hurling Championships: 1
  - 1964

## Colori e simboli

### Divisa

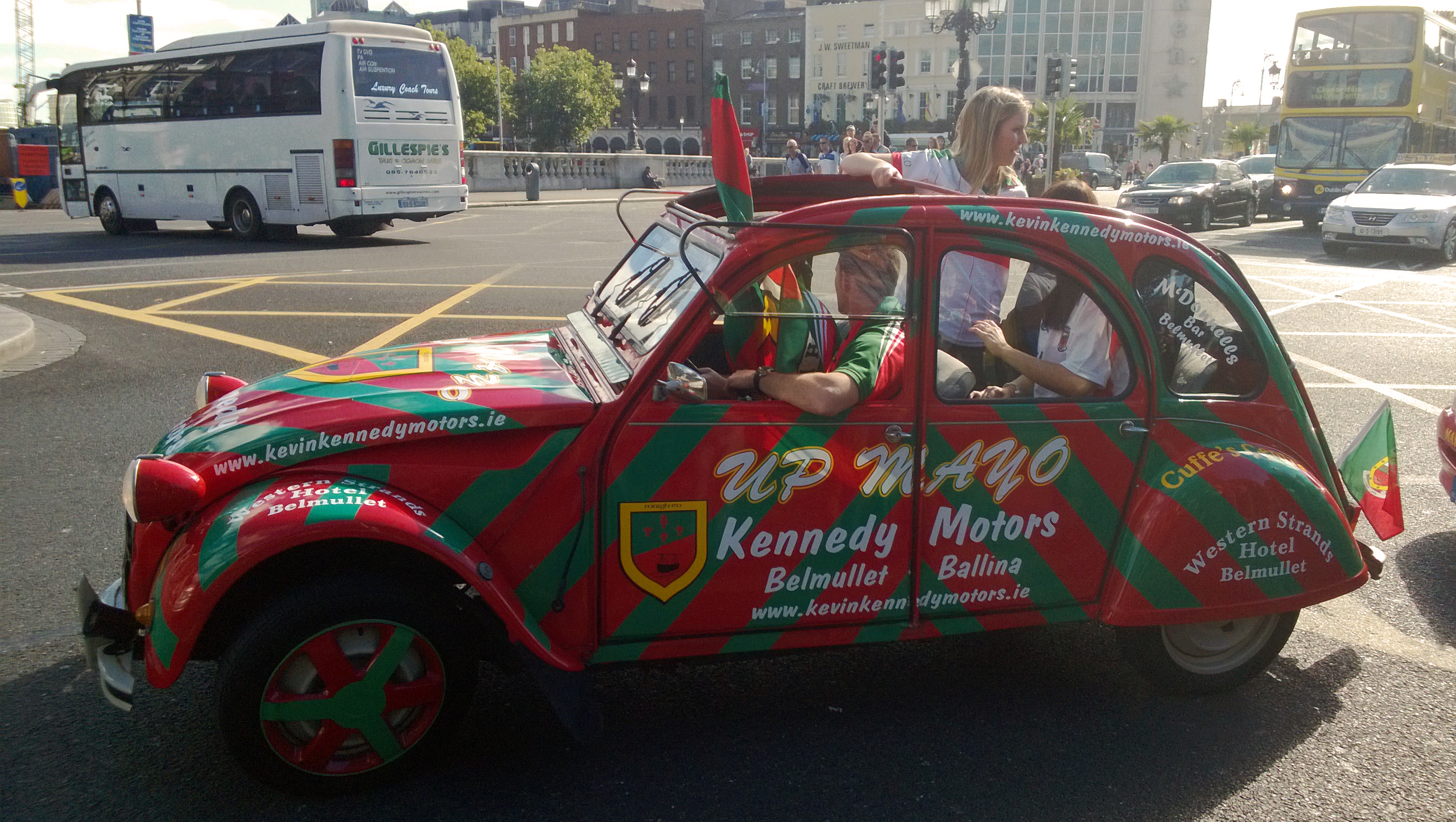
Tifosi della contea a Dublino mentre sfoggiano su maglie, bandiere e automobile il rosso e il verde del Mayo

I colori della contea sono il verde ed il rosso e, contrariamente a quanto accaduto per gran parte delle altre rappresentative di contea, non erano i colori del club più forte in origine chiamato a rappresentarla, bensì furono mutuati da una canzone ribelle, "The Green Above the Red". La divisa tradizionale del Mayo, per tutti gli sport gaelici, è costituita da maglia verde con banda centrale orizzontale rossa sul petto, pantaloncini bianchi e calzettoni rossi. Il bianco seppur non presente nei colori principali, ha composto comunque gran parte delle divise della contea, tanto che non era raro vedere tifosi sventolare anche bandiere italiane. Negli anni sono aumentati i dettagli rossi e bianchi sulla maglia e le tonalità di verde, ma generalmente è rimasta sempre invariata. Soltanto nel biennio 2012-2013 il Mayo non ha vestito il celebre hoop rosso su verde, indossando una maglia totalmente verde con dettagli bianco-rossi simili ad un'onda che occupava tutta la parte inferiore-sinistra della maglia. Dal 2015 l'azienda produttrice, O'Neills, è tornata invece al consueto stile. Lo sponsor è da sempre Elverys, una catena di negozi di abbigliamento sportivo, molto diffusa in Irlanda.
Sebbene a livello di contee le divise alternative siano molto rare, il Mayo è una delle poche squadre ad avere avuto quasi sempre un change kit, in genere rosso sempre accompagnato da pantaloncini bianchi e calzettoni verdi. Probabilmente perché nel Connacht c'è già il Leitrim che usa una divisa verde. Non è stato raro tuttavia veder giocare Mayo ed altre squadre verdi come il Kerry entrambi con le divise tradizionali nonostante lo stesso colore predominante, questo anche in finale. Non sono mancate anche divise bianche, di solito destinate al portiere, il quale ha vestito in questi casi di un insolito giallo o grigio. L'attuale divisa da trasferta è caratterizzata da un intimidatorio kit nero con una sfumatura rossa sul petto: questa maglia ha avuto modo di portare fortuna dato che in tutte le partite giocate contro Kerry dalla sua adozione, Mayo non ha mai perso.

### Stemma ed inno
Lo stemma del Mayo GAA si ispira fortemente a quello della contea, di cui non è altro che una versione stilizzata. La collina verde, su cui si trova un santuario, non è altro che il Croagh Patrick, montagna sacra per gli irlandesi, che domina la Baia di Clew a pochi chilometri da Westport e dove è posto appunto un santuario. Le quattro croci rappresentano le quattro diocesi cattoliche che sono presenti sul territorio della contea. La croce "doppia" che sovrasta le altre tre rimanda all'arcidiocesi di Tuam mentre le altre tre rappresentano le diocesi di Achonry, Killala e Kilmacduagh. Le parole "Maigh Eo", poste al di sopra dello stemma, rappresentano la radice gaelica del nome della contea e significano letteralmente "Terra dei tassi", data la vasta diffusione del tasso nella contea. L'albero è presente in nove unità anche nella cornice dorata dello scudo. Il numero non è casuale in quanto 9 sono i barony (sottodivisioni amministrative di una contea) del Mayo. La barca nell'oceano è collegata alla storia della contea sia a livello economico che storico in quanto la contea di Mayo fu una delle più colpite dall'emigrazione oltreoceano scatenatasi nel XIX secolo. Il colore rosso del mare, unitamente al verde delle colline già citate rimanda ai colori della terra dei tassi. Da ultimo la scritta Críost Linn, posta al di sotto del simbolo, significa "Cristo sii con noi".
Non esiste un inno ufficiale ma in genere quando la squadra vince negli impianti viene suonata la canzone The Green and Red of Mayo dei Saw Doctors.

## Tifoseria e rivalità

### Tifoseria

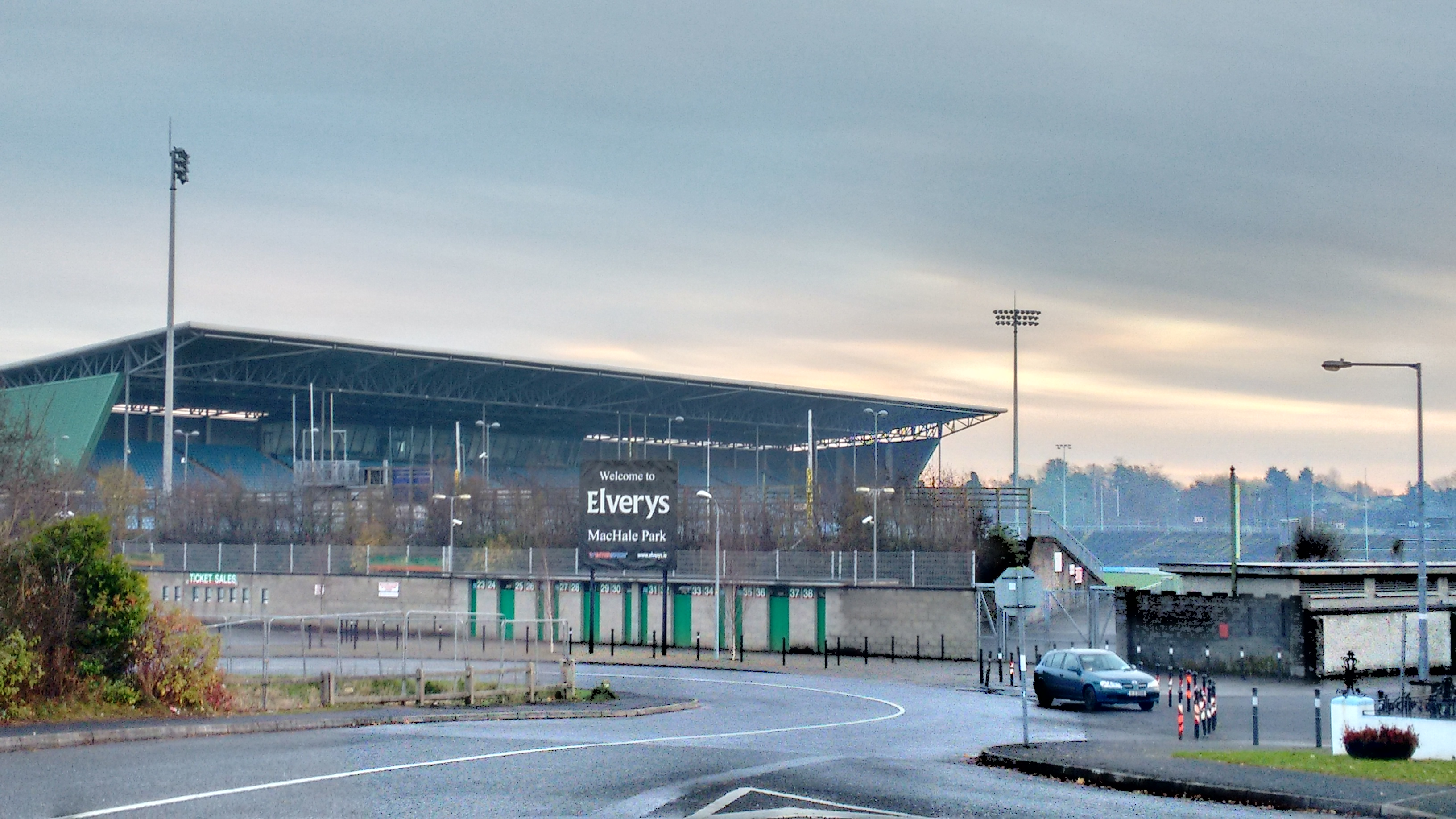
Il McHale Park di Castlebar, impianto casalingo della contea

Nonostante molti anni siano passati dall'ultimo trionfo, il Mayo è una delle squadre con la tifoseria più fedele dell'isola. Normalmente quando la squadra gioca a Croke Park i tifosi di Mayo sono in maggioranza, eccezion fatta per quando gioca contro Dublino, i cui tifosi godono di un vantaggio logistico non indifferente. A dispetto di quanto accada in molte altre contee, Dublino in testa, la squadra ha un grande seguito anche nel secondo torneo per importanza, la National Football League, durante il quale l'Elverys McHale Park registra un calo contenuto di affluenza rispetto all'All-Ireland. Il fatto è forse dovuto anche alla mancanza di rappresentative forti in altri sport. Uno slogan che sta molto a cuore ai tifosi di Mayo è "Mayo for Sam" cioè Mayo per la Sam, che non è altro che il trofeo in palio all'All-Ireland, la Sam Maguire. Ovviamente potrebbe valere per ogni altra contea, ma i rossoverdi l'hanno reso un vero e proprio tormentone e non mancano di farlo notare anche all'estero. Particolarmente eclatante fu la scritta sull'Alpe d'Huez al Tour de France, anche se i profani che l'hanno letto probabilmente pensarono si riferisse al corridore basco Iban Mayo.
Prima di una partita importante, in particolare all'All-Ireland non è raro trovare tifosi vestiti con la maglia rossoverde intenti a scalare il Croagh Patrick, la montagna sacra d'Irlanda che sorge a pochi chilometri da Westport, per andare a pregare per la squadra.

### Rivalità

#### Galway
La rivalità più sentita è sicuramente quella coi vicini del Galway, l'altra superpotenza del Connacht a livello di calcio gaelico. Nonostante Mayo abbia vinto meno a livello nazionale rispetto ai rivali (9 titoli a 3) è riuscita negli ultimi anni a superarla in vetta all'albo d'oro provinciale. La particolarità di questa rivalità è che si manifesta soprattutto quando le squadre giocano scontri diretti. Dal momento che molti abitanti del Mayo vivono nel Galway e viceversa e visto che molti nuclei famigliari sono composti da membri che supportano l'una o l'altra contea, non è raro che quando una sola delle due giochi sia tifata anche dai rivali.
Per quanto concerne gli scontri diretti Galway è avanti di due lunghezze (38 a 40) a livello di Connacht Championship, mentre Mayo comanda a livello di NFL e complessivo. Le squadre non si sono mai incontrate formalmente a livello di All-Ireland series, ma una loro partita è valsa l'assegnazione di un titolo All-Ireland molto controverso, forse il più controverso in assoluto, quello del 1925.
Nel 1925 il Connacht Championship non venne disputato in tempo e il board del Connacht decise di inviare Mayo come propria rappresentativa. I rossoverdi batterono in semifinale Wexford, mentre nell'altra Kerry sconfisse Cavan ma entrambe vennero squalificate per avere schierato giocatori che non avevano diritto di giocare. Mayo fu quindi nominata campione All-Ireland a tavolino per quello che sarebbe stato il suo primo titolo. Tuttavia poco dopo Galway vinse il titolo provinciale e la GAA cambiò idea: dichiarò che la legittima rappresentante del Connacht fosse Galway e assegnò ai Tribesman il titolo a tavolino. La vicenda però non finì qui. L'associazione decise che era più opportuno ripetere le All-Ireland series con le semifinali Galway-Wexford e di nuovo Cavan-Kerry. Kerry si rifiutò di partecipare in segno di protesta per le vicende già citate mentre Galway sconfisse prima Wexford e poi Cavan ottenendo definitivamente il titolo. Per Mayo quindi fu una doppia beffa: passò da avere vinto il titolo a vederlo passare nelle mani dei rivali.
L'unica vera e propria finale tra le due squadre fu giocata a livello di NFL nel 2001 e vide trionfare Mayo per 0-13 a 0-12.

#### Kerry
Il Kerry è la formazione al di fuori della propria provincia che Mayo ha incontrato più volte. Nonostante a livello NFL il bilancio sia sostanzialmente in parità il bilancio è impietoso a livello All-Ireland, il torneo più importante dove Kerry è sempre stata la bestia nera degli Yewmen. Mayo ha quasi sempre perso col Kerry, su 24 partite è uscita vittoriosa solo in 5 occasioni a fronte di ben 17 sconfitte e 3 pareggi ed ha perso tutte e 4 le finali disputate. Prima della semifinale 2017, vinta contro i pronostici dopo un duro pareggio al replay, Mayo non batteva i rivali dal 1996 a livello All-Ireland.
Tradizionalmente questa rivalità è più sentita dai tifosi di Mayo che da quelli di Kerry.

#### Dublino
Nonostante, come appena riportato, il Kerry sia la squadra con cui il Mayo ha giocato di più a livello di All-Ireland series la rivalità più forte che è sorta negli ultimi anni è quella coi Metropolitans, grazie soprattutto alla spettacolarità delle partite che l'hanno caratterizzata. A partire dal 1985 Mayo e Dublino si sono affrontate in cinque occasioni (una finale e quattro semifinali) e hanno dato vita a partite entusiasmanti caratterizzate da rimonte e punteggi alti, che in tre occasioni si sono decise per un solo punto e nei due rimanenti hanno costretto entrambe al replay.
La partita che tra queste cinque ha fatto maggiormente la storia è stata quella del 2006 ed è ritenuta da molti una delle partite più affascinanti della storia del calcio gaelico. Lo spettacolo iniziò già nella fase di riscaldamento con quello che è passato alla storia come il fatto della Hill 16, o in inglese come "The Mill at the Hill". La Hill 16 è la curva di Croke Park, situata a sinistra dei teleschermi e solitamente occupata dai tifosi di Dublino, sotto la quale è consuetudine che ci sia il riscaldamento dei Metropolitans. Mayo entrò in campo per prima e andò a riscaldarsi, rompendo una vera e propria tradizione, proprio sotto la Hill 16, suscitando proteste e insulti da parte dei tifosi avversari. Quando Dublino entrò in campo si diresse ovviamente sotto la Hill 16. Le squadre si ostacolarono a vicenda durante il warm-up e tra qualche giocatore si arrivò alle mani, con l'allenatore di Dublino che spintonò quello di Mayo. I rossoverdi nonostante i continui insulti che piovevono dalla Hill non si spostarono, rimanendo al proprio posto fino alla tradizionale parata attorno al campo.
Lo spettacolo che venne offerto anche in campo dalle formazioni non fu da meno. Dublino partiva nettamente favorita e dominò per gran parte della parita, acquisendo un vantaggio di ben 7 punti a meno di 20 minuti dalla fine. La svolta fu il goal di Andy Moran che iniziò la prepotente rimonta del Mayo che riuscì prima a pareggiare i conti e poi a trionfare per un punto grazie ad un point incredibile di Ciaran McDonald. Fu anche la prima vittoria in assoluto di Mayo contro Dublino a livello All-Ireland cui sarebbe seguita quella del 2012, in un match palpitante in cui Mayo rischiò di dilapidare un vantaggio di 10 punti ottenendo una vittoria sofferta con tre punti di vantaggio.
Nel 2013 il palcoscenico fu il più prestigioso, la finale. Mayo dominò il primo tempo ma la poca concretezza offensiva e un errore difensivo che consentì a Dublino di segnare un goal limitarono il vantaggio per i rossoverdi ad un solo punto a fine primo tempo. Nel secondo Dublino giocò meglio e impedì a Mayo di segnare points su azione e vinse la partita e conseguentemente la Sam Maguire per un solo punto.
Nel 2015 Mayo mise in scena una delle più incredibili rimonte della storia. Sotto di sette punti a meno di 6 minuti dal termine Mayo accorciò le distanze con tre punti consecutivi. In seguito un'azione corale in verticale dei rossoverdi liberò Colm Boyle in area dove venne atterrato dagli avversari procurandosi un rigore convertito in goal poi da Cillian O'Connor. Sul successivo rinvio il portiere di Dublino, Stephen Cluxton, di fatto consegnò il pallone nelle mani di Mayo, che liberò Andy Moran per un facile punto che valse il pari. Al replay Mayo perse la partita.